# Gombito
Gombito ist eine Gemeinde (comune) in der Provinz Cremona in der Lombardei, Italien, mit 612 Einwohnern (Stand 31. Dezember 2024). Die Gemeinde liegt etwa 26,5 Kilometer nordwestlich von Cremona an der Adda und am Parco dell'Adda Sud und grenzt unmittelbar an die Provinz Lodi. 